# سوزوکی جیکسر
سوزوکی جیکسر (به انگلیسی: Suzuki Gixxer) یک موتور سیکلت ژاپنی با انجین ۱۵۴ سی‌سی موتور تک‌سیلندر و قدرت ۱۴ اسب بخار که در سپتامبر ۲۰۱۴ توسط کمپانی سوزوکی معرفی شد.

## به روز رسانی
- ۰۸ سپتامبر ۲۰۱۶ - تزریق سوخت varient راه اندازی شد.[۵]
- ۱۷ مارس ۲۰۱۷ - به روز شده با AHO به عنوان استاندارد.[۶]
- ۱۱ اوت سال ۲۰۱۷ - ترمز ضد قفل اضافه شده‌است.[۷]